# Jordan Galland
Jordan Galland, född 2 januari 1980 i Farmington i Connecticut, är en amerikansk manusförfattare, regissör, producent och kompositör.
Redan vid 13 års ålder skrev han sitt första teaterstycke, som kom till slutrundan av Young Playwrights Competition. Fem år senare grundade han rockgruppen Dopo Yume. När han examinerades vid New York University, gjorde han hösten 2005 kortfilmen Smile for the Camera tillsammans med Sean Lennon, som blev prisbelönad vid New York International Independent Film and Video Festival. Han har även fått ett flertal priser för sin musikvideo Green Umbrella

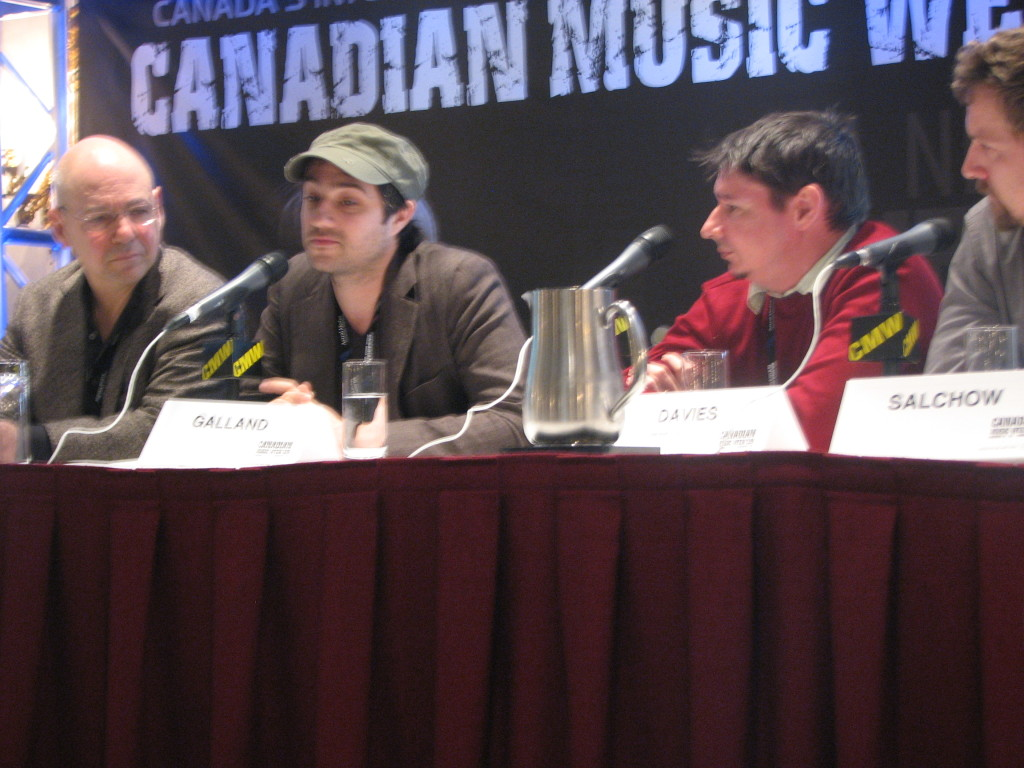
Jordan Galland som paneldeltagare vid Canada Music Week, mars 2009.

## Filmografi (urval)
- 2008 – Rosencrantz and Guildenstern Are Undead (Bijou Phillips, Devon Aoki)
- 2005 – Smile for the Camera (Sean Lennon)